# Max Hitzig
Max Hitzig, né le 5 septembre 2002 à Bludenz, est un skieur allemand spécialiste du freeride. En 2024, il est sacré meilleur freerider mondial en ski en remportant le Freeride World Tour.

## Biographie
Son père est un guide de montage autrichien et sa mère est allemande. Il commence le ski freeride vers l'âge de 6 ans avec son père à Montafon,,.
En 2022, il est invité pour disputer l'épreuve de Fieberbrunn  du Freeride World Tour. A la surprise générale il remporte cette épreuve.
Il dispute toute la saison 2023 du Freeride World Tour qu'il termine à la 4e place après avoir remporté l'épreuve de Kicking Horse.
L'année suivante en 2024, il remporte à 22 ans le Freeride World Tour en ayant remporté l'épreuve de Verbier et celle de Kicking Horse.
En décembre 2024 il se blesse et renonce à disputer le Freeride World Tour 2025.

## Palmarès

### Freeride World Tour
| Édition / Epreuve | Ski | Points |
| FWT 2023          | 4e  | 24700  |
| FWT 2024          | 1er | 41100  |

### Freeride World Tour Challenger Europe-Asie-Océanie
| Édition / Epreuve | Ski | Points |
| FWC 2022          | 1er | 4700   |

### Freeride World Tour Qualifier Europe-Asie-Océanie
| Édition / Epreuve | Ski | Points |
| FWQ 2022          | 8e  | 4910   |